# 엘리자베스 사노프

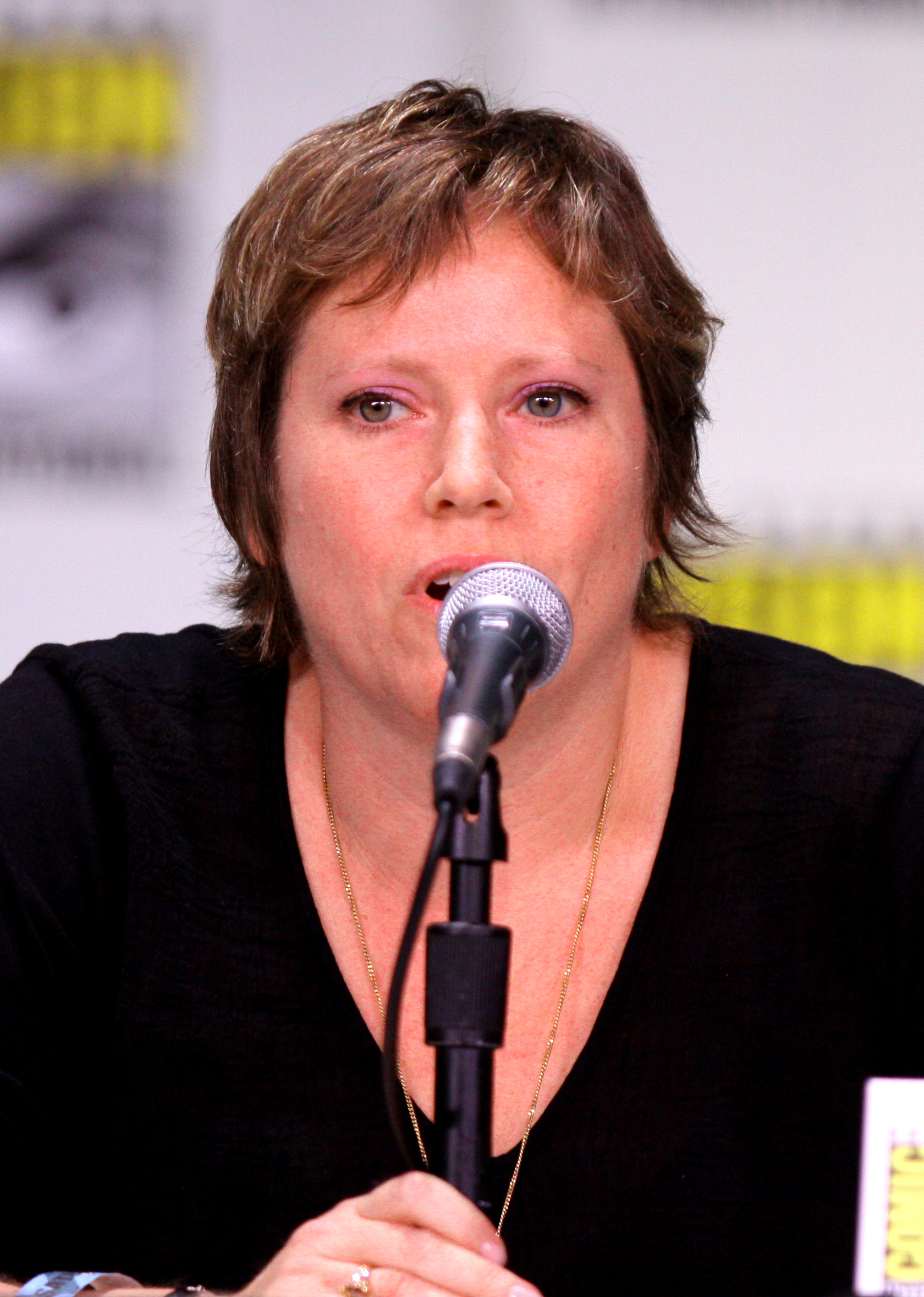

엘리자베스 리즈 사노프(Elizabeth "Liz" Sarnoff)는 미국의 텔레비전 각본가로 뉴욕경찰 24시, 크로싱 조던, 데드우드와 로스트의 각본을 맡은 바가 있다.

## 경력
사노프는 2004년 데드우드 시즌 1에 각본가로 제작에 참여했으며 2005년에는 같은 드라마 시즌 2에 감독으로 참여했다. 여기에서 맡은 시즌 2에서의 성과로 전미각본가조합상 2005년에서 Best Dramatic Series부분에 후보에 올랐다.